# نيك غودي
نيك غودي (بالإنجليزية: Nick Goody)‏ هو لاعب كرة قاعدة أمريكي، ولد في 6 يوليو 1991 في أورلاندو في الولايات المتحدة.

## وصلات خارجية
- نيك غودي على موقع دوري كرة القاعدة الرئيسي (الإنجليزية)
- نيك غودي على موقعبيزبول رفرنس.كوم (الدوري الرئيسي) (الإنجليزية)
- نيك غودي على موقعبيزبول رفرنس.كوم (الدوري الثانوي) (الإنجليزية)
- نيك غودي على موقع إي إس بي إن.كوم (أم.أل.بي) (الإنجليزية)
- نيك غودي على موقع مشجعي الرسوم البيانية (الإنجليزية)